# Płomień (organizacja)
Płomień – organizacja konspiracyjna podczas II wojny światowej zorganizowana przez nauczycieli Szkoły Handlowej i instruktorów Związku Harcerstwa Polskiego z Hufca Męskiego ZHP Zawiercie i Hufca Żeńskiego ZHP Zawiercie, działająca w Zawierciu w latach 1939–1940.

## Działalność
Pod koniec października 1939 roku Stanisław Czapla, nauczyciel w Szkole Handlowej w Zawierciu, zaproponował dyrektorowi tejże szkoły, Wacławowi Chrzanowskiemu, współpracę przy redagowaniu lokalnego pisma. Chrzanowski przystał na to i udostępnił na ten cel budynek szkoły, a sam został redaktorem naczelnym nowo powstałej gazetki, którą nazwano "Płomień". W listopadzie 1939 roku redakcja gazetki rozszerzyła działalność, wskutek czego zawiązała się podziemna organizacja "Płomień". Jej założycielami byli Wacław Chrzanowski, Stanisław Czapla, Urszula Leszczyńska (polonistka Państwowego Gimnazjum i Liceum Koedukacyjnego w Zawierciu i Komendantka Hufca Żeńskiego ZHP Zawiercie), Stanisław Sus (Komendant Hufca Męskiego ZHP Zawiercie), Franciszek Majczak (woźny tejże), Janina Nowacka (sekretarka tejże) oraz Jóżefa Ważanka-Jabczyńska (nauczycielka szkoły w Wysokiej) - wszyscy wymienieni to instruktorzy przedwojennego Hufca męskiego i żeńskiego Związku Harcerstwa Polskiego w Zawierciu.
Organizacja założyła sobie następujące cele:
1. Redagowanie i drukowanie gazetki "Płomień";
2. Wydawanie ulotek (organizacja uczyniła to dwukrotnie, 11 listopada 1939 roku oraz 1 września 1940 roku);
3. Ochrona młodzieży przed wywożeniem do Niemiec (młodzież zagrożoną wywiezieniem przyjmowano za darmo do Szkoły Handlowej bądź meldowano jako pomoc domową w wybranych rodzinach);
4. Udzielanie pomocy materialnej młodzieży i rodzinom nie posiadającym środków do życia;
5. Wysyłanie paczek żołnierzom wziętym do niewoli.

Środki finansowe na działalność organizacji pochodziły głównie od anonimowych darczyńców.
W organizacji działali m.in. nauczyciele, urzędnicy, studenci, absolwenci i uczniowie szkół średnich oraz harcerze.
Organizacja upadła 18 września 1940 roku na skutek masowych aresztowań członków organizacji przez Gestapo (w sumie około 120 osób). Wielu członków organizacji wywieziono do obozów koncentracyjnych, a ich rodziny prześladowano.

## Gazetka
Pierwszy numer gazetki ukazał się w listopadzie 1939 roku w ilości ok. 25 egzemplarzy. Początkowo ukazywała się ona nieregularnie, mniej więcej co dwa tygodnie. Od grudnia 1939 roku wychodziła co tydzień. Posiadała 5 stron formatu A4 i kosztowała 10 groszy.
W gazetce znajdowały się informacje na temat sytuacji politycznej i działaniach wojsk, pochodzące z nasłuchów radiowych, a czasami także wiersze, autorstwa prawdopodobnie Urszuli Leszczyńskiej.
W krótkim czasie gazetka zaczęła być kolportowana również poza granicami Zawiercia, między innymi w Blanowicach, Kroczycach, Kromołowie, Łazach, Myszkowie, Pilicy, Porębie, Sokolnikach i Wysokiej.
W okresie największej poczytności gazetki jej kierownictwo ze względu na podejrzenie, iż Niemcy wiedzą o działalności organizacji, stosowało różne środki ostrożności – przenoszono siedzibę redakcji, zmniejszano nakład bądź częstotliwość ukazywania się pisma.